# 北山克彦
北山 克彦（きたやま かつひこ、1937年12月13日 - ）は、日本のアメリカ文学者、翻訳家。立教大学名誉教授。

## 略歴
大阪府生まれ。東京外国語大学英米科卒、東京都立大学 (1949-2011)大学院修士課程修了、東京商船大学助教授、立教大学一般教育部助教授、観光学部教授、2003年定年、名誉教授。
現代アメリカ文学、特にレイ・ブラッドベリの翻訳で知られる。

## 編著
- 『アメリカ文学名作と主人公』（自由国民社、明快案内シリーズ 知の系譜） 2009.9

## 翻訳
- 『出会いの前夜』（ジェームス・ボールドウイン、武藤脩二共訳、太陽社、太陽選書） 1967
- 『急いで下りろ』（ジョン・ウェイン、晶文社） 1971
- 『文学対アメリカ ユダヤ人作家の記録』（ノーマン・ポドーレツ、晶文社） 1973
- 『大あらし』（リチャード・ヒューズ、晶文社） 1975
- 『犬にもなれない男たちよ』（アーウィン・ショー、サンリオ） 1980.2
- 『マンモス飛行船の時代』（ダグラス・ボッティング、筒井正明共訳、タイムライフブックス、ライフ大空への挑戦） 1981
- 『黒檀の塔』（ジョン・ファウルズ、サンリオ） 1986.10
- 『乞うもの盗むもの』（アーウィン・ショー、ハヤカワ文庫） 1991.2
- 『公共性の喪失』（リチャード・セネット、高階悟共訳、晶文社） 1991.6
- 『ロシア美人』（ウラジーミル・ナボコフ、新潮社） 1994.7
- 『フィールド氏の娘』（リチャード・ボーシュ、早川書房） 2004.10
- 『アイルランド文学小史』（シェイマス・ディーン、佐藤亨共訳、国文社） 2011.4

### レイ・ブラッドベリ
- 『たんぽぽのお酒』（レイ・ブラッドベリ、晶文社） 1971
- 『さよなら僕の夏』（レイ・ブラッドベリ、晶文社） 2007.10
- 『夜のスイッチ』（レイ・ブラッドベリ、晶文社） 2008.9
- 『永遠の夢』（レイ・ブラッドベリ、晶文社） 2010.5
- 『たんぽぽのお酒 戯曲版』（レイ・ブラッドベリ、晶文社） 2015.1

## 参考
- 北山克彦先生 経歴・業績一覧「立教大学観光学部紀要」2003-03